# ابن جبر
ابنُ جَبْر (بالإسبانية: Abengibre) هي بلدية تقع في مقاطعة البسيط التابعة لمنطقة قشتالة والمنشف وسط إسبانيا.

## الديمغرافيا
بلغ عدد سكان بلدية ابن جبر 902 نسمة عام 2011 (وفقاً للمعهد الوطني الإسباني للإحصاء).
| 1.019 | 996 | 992 | 977 | 965 | 930 | 902 |